# Federación Estudiantil Universitaria
La Federación Estudiantil Universitaria, conocida por sus siglas FEU, es una organización cubana que representa a los estudiantes universitarios. Es una de las Federaciones más antiguas y con más tradiciones de Latinoamérica.
Inicialmente sólo pertenecían a ella los alumnos pertenecientes a la Universidad de La Habana. Actualmente se han unido a los que pertenecen a las tradicionales universidades aquellos que estudian en la municipalización de la Universidad cubana. Fue fundada en 1922 por Julio Antonio Mella, quien fue un líder revolucionario de la década de los años 20 del siglo XX en Cuba. Esta organización surge al calor de las reformas universitarias desarrolladas en América.
La FEU de Cuba mantiene relaciones con una decena de organizaciones estudiantiles de América Latina y el mundo. Está afiliada a la Organización Continental Latinoamericana y Caribeña de Estudiantes (OCLAE).

## Antecedentes

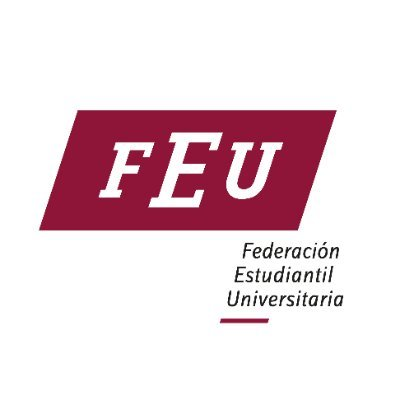
Identidad Visual de la Federación Estudiantil Universitaria (FEU)

La FEU surge en un contexto de grandes tensiones políticas en América con claras manifestaciones en las universidades. En Cuba influyó profundamente el proceso de reformas desarrollado en la Universidad de Córdoba por lo que se inició una etapa en la que se exigían demandas tales como:
- Depuración el profesorado: Con ello se perseguía expulsar de la Universidad a los profesores corruptos, pues cada vez eran más los que eran comprados y vendían fraudulentamente los títulos universitarios.
- Autonomía de la Universidad: Con esta se sepultaban años de atraso y dependencia colonial, pues la universidad estaba atada a la política de cada uno de los gobiernos que se sucedieron durante la República cubana.
- Participación del Estudiantado en la Dirección de la Universidad: Con esto se evitaban todas las atrocidades de expulsiones y maltratos a que eran expuestos los estudiantes arbitrariamente.
- El reconocimiento de una organización que los representara así como que participara en la dirección de la Universidad y ante todas las entidades jurídicas y legislativas. De esta forma nacía la FEU.

## Evolución
El 20 de diciembre de 1922 nace la organización que hoy agrupa a los estudiantes universitarios de Cuba, acorde a las necesidades de aquellos tiempos de crear una organización que los dirigiera y fuese capaz de aunarlos para su preparación y fortalecimiento como movimiento de influencia social.
El primer turno en la presidencia le tocó ocuparlo a Felio Marinello, un ferviente luchador por la Reforma Universitaria, como secretario, electo como general beneplácito, designaron a Julio Antonio Mella, uno de los más destacados dirigentes quien fue asesinado el 10 de enero de 1929 en México. Luego devendría toda una etapa de desarrollo revolucionario, guiado por la influencia de Mella. Ejemplo de ello son la creación de la Universidad Popular José Martí, la Liga Antiimperialista de Cuba, la creación de las revistas Alma Mater y Juventud, así como, entre otras, la celebración del Primer Congreso Nacional de Estudiantes.
La FEU saldría a la lucha revolucionaria nuevamente en la década del 50 contra la dictadura de Fulgencio Batista destacándose entre sus acciones la firma de la Carta de México por parte del Directorio Revolucionario 13 de marzo, como brazo armado de la FEU en 1956 con el Movimiento 26 de Julio de Fidel Castro, así como el ataque al palacio presidencial de Cuba en 1957, encabezadas ambas acciones por José Antonio Echeverría, Presidente de la FEU.

### Después de la Revolución cubana
En 1959 Pedro Luis Boitel y Rolando Cubela fueron aspirantes a ser los nuevos presidentes de la organización, siendo elegido Boitel, sin embargo Fidel Castro intervino personalmente en las elecciones estudiantiles en la Universidad de La Habana y removió a Boitel de la presidencia de la FEU, entregándole el cargo de Rolando Cubela.

Durante la gestión de Cubela se acordó prohibir manifestaciones contrarrevolucionarias del estudiantado además de crear Tribunales Revolucionarios estudiantiles para juzgar a los alumnos que secundaran movimientos anticomunistas, Rolando Cubela se mostró además en contra de la autonomía universitaria, mientras los periódicos estudiantiles Trinchera y Manicato desaparecen en julio de 1960. En octubre el presidente de la FEU en la provincia de Las Villas Porfirio Remberto Ramírez se rebela en contra del gobierno, por lo cual es ejecutado, ante este hecho La FEU de La Habana manifestó que:
"aprueba la medida del Gobierno Revolucionario de llevar al paredón de fusilamiento a los falsos líderes estudiantiles."
El 11 de agosto de 1966 se constituye la Organización Continental Latinoamericana y Caribeña de Estudiantes (OCLAE), que desde su fundación ha sido presidida por la FEU. Ese mismo año Rolando Cubela y Pedro Luis Boitel son arrestados por el gobierno. Boitel muere en huelga de hambre en 1972.
En las décadas de los 80 y los 90 y posteriormente entre el 2000 y la actualidad la organización ha desarrollado transformaciones según la coyuntura del país: surgimiento de la FEU en cada uno de los municipios de Cuba, creación de Direcciones Provinciales y posterior desaparición de la FEU en los municipios más recientemente.

## 90 Aniversario
La Campaña por el 90 Aniversario de la FEU supuso una de las campañas más grandes que ha llevado a cabo la organización en el país, la misma tuvo como protagonistas fundamentales a los estudiantes de cada una de las universidades existentes en Cuba. El eslogan de la campaña fue 90 de Corazón como se demuestra en su logotipo.

## VIII Congreso
Tras celebrar la campaña por su aniversario 90 la FEU se abocó a la preparación y celebración de su VIII Congreso con el lema "Todo tiempo es corto para hacer". El magno evento se desarrolló entre el 12 y 14 de junio de 2013 discutiéndose múltiples temas sobre la vida de la organización: trabajo político-ideológico, funcionamiento, docencia e investigaciones, extensión universitaria y relaciones internacionales y esencialmente sobre el papel de los universitarios cubanos en el desarrollo actual y futuro del país.

## Presidentes de la FEU desde 1959
- Joaquín Puente (1959-1960)
- Rolando Cubela (1960-1961)
- Ricardo Alarcón de Quesada (1961-1962)
- José Rebellón Alonso (1962-1964)
- Jaime Crombet Hernández-Baquero (1964-1965)
- Francisco Dorticós Balea (1965-1966)
- Enrique Velasco (1966)
- Juan Vela Valdés (1966-1968)
- Julio Castro Palomino Farrés (1968-1971)
- Néstor del Prado Arza (1971-1973)
- Ismael González González (1973-1975)
- Carlos Lage Dávila (1975-1979)
- Roberto Robaina (1979-1982)
- Olga María Oceja (1982-1985)
- María de Jesús Calderius (1985)
- Salvador Lavielle (1985-1986)
- Felipe Pérez Roque (1987-1991)
- Carmen Rosa Báez (1991-1994)
- Otto Rivero Torres (1994-1996)
- Alejandro García (1996-1997)
- Carlos Valenciaga Díaz (1997-1999)
- Hassán Pérez Casabona (1999-2003)
- Joan Cabo Mijares (2003-2005)
- Carlos Lage Codorniú (2005-2007)
- Adalberto Hernández Santos (2007-2009)
- Gladys Gutiérrez Bugallo (2009-2010)
- Maydel Gómez Lago (2010-2011)
- Carlos Rangel Irola (2011-2012)
- Lisara Corona Oliveros (2012-2013)
- Yosvani Alberto Montano Garrido (2013-2015)
- Jennifer Bello Martínez (2015-2017)
- Raúl Alejandro Palmero (2017-2019)
- José Ángel Fernández (2019-2021)
- Karla Santana Rodríguez (2021-2022)
- Julio Emilio Morejón Pérez (2022-2024)
- Ricardo Rodríguez González (2024-Actualidad.)